# تاکایا کامیکاوا
تاکایا کامیکاوا (انگلیسی: Takaya Kamikawa؛ زادهٔ ۷ مهٔ ۱۹۶۵) یک هنرپیشه اهل ژاپن است. وی از سال ۱۹۸۹ میلادی تاکنون مشغول فعالیت بوده‌است.
از فیلم‌ها یا برنامه‌های تلویزیونی که وی در آن نقش داشته است می‌توان به افسانه شاهدخت کاگویا اشاره کرد.